# FC Dinaburg
Der FC Dinaburg Daugavpils war ein lettischer Fußballverein aus Daugavpils, welcher nach der Aufdeckung von Spielmanipulationen aufgelöst wurde.

## Geschichte
Der Verein wurde 1990 als Celtnieks Daugavpils gegründet. 1991, in der ersten Saison der Virslīga wurde der vierte Platz erreicht. Durch einen 3:1-Erfolg nach Elfmeterschießen gegen Skonto Riga gewann der Verein den lettischen Pokal. 1992 trat der Klub als BJFK Daugavpils, ab 1993 unter dem Namen Auseklis Daugavpils an. Die Mannschaft belegte währenddessen jeweils Plätze im Mittelfeld. Als Vilan Daugavpils gelang 1995 der vierte Platz.
Seit 1996 trägt der Klub seinen heutigen Namen. In der Liga wurde der dritte Platz mit 26 Punkten Rückstand auf Meister Skonto Riga belegt. Beim ersten Auftritt auf internationalem Parkett in der ersten Runde des UEFA-Pokals scheiterte der Klub nach einem 0:0-Unentschieden im Hinspiel bei Barry Town durch eine 1:2-Heimniederlage.
1997 erreichte Dinaburg das Pokalfinale. Der Saisondritte musste sich dort jedoch Meister Skonto Riga geschlagen geben. In der ersten Runde des Europapokals der Pokalsieger gelangen die ersten Siege: Kepez Ganja aus Aserbaidschan wurde jeweils mit 1:0 bezwungen. In der zweiten Runde erwies sich AEK Athen als zu hohe Hürde, einer 0:5-Niederlage im Hinspiel folgte ein 2:4 auf heimischem Terrain.
Seit 1998 platzierte sich Dinaburg durchgehend jeweils auf dem vierten Platz der ersten Liga. 2001 wurde das Pokalfinale erneut erreicht, wiederum erwies sich Skonto Riga als zu stark.

### Erste Spielmanipulation
Am 15. März 2007 wurde die Mannschaft aus der laufenden Saison der Baltic League aufgrund des Verdachts der Spielmanipulation ausgeschlossen. Am Tag zuvor ging das Auswärtsspiel gegen den estnischen Vertreter JK Trans Narva mit 0:2 verloren.

### Ausschluss aus der Meisterschaft
Nach der Saison 2008 fusionierte FC Daugava Daugavpils mit dem Verein, der Name FC Dinaburg blieb hierbei erhalten. Ein Jahr später wurde der FC Dinaburg wegen der Manipulation von Spielen aus der Meisterschaft 2009 nachträglich ausgeschlossen und auf den letzten Platz gesetzt. Aufgrund eindeutiger Beweise sperrte der nationale Verband auch den Club-Präsidenten Oleg Gawrilow sowie den Trainer Tamaz Pertia lebenslang. Der Verein nahm danach nicht mehr am Ligaspielbetrieb teil, aus der laufenden Saison der Baltic League schied die Mannschaft ebenfalls aus. Die meisten Spieler schlossen sich dem FC Daugava an, welcher den Platz in der ersten Liga übernahm.

## Erfolge
- Lettischer Pokal:
  - Sieger: 1991
  - Finalist: 1997, 2001